# Maxence Caqueret
Maxence Caqueret, född 15 februari 2000, är en fransk fotbollsspelare som spelar för Como.

## Karriär
Caqueret debuterade för Lyon den 5 januari 2019 i en 2–0-vinst över Bourges Foot i Franska cupen. Caqueret gjorde sin Ligue 1-debut den 30 november 2019 i en 2–1-vinst över Strasbourg.
Den 12 januari 2025 värvades Caqueret av Serie A-klubben Como, där han skrev på ett 4,5-årskontrakt.